# Georg Trakl
Georg Trakl, avstrijski pesnik, * 3. februar 1887, Salzburg, † 3. november 1914, Kraków.
Trakl je eden najpomembnejših avstrijskih ekspresionističnih pesnikov. Na Dunaju je študiral farmacijo in postal vojni lekarnar. V letih 1912-1914 je živel v Innsbrucku, nezmožen rednega življenja in vdan mamilom. Leta 1914 je moral na galicijsko fronto, kjer je po bitki pri Gródeku napravil samomor Krakówu. Pisal je lirske pesmi, od katerih je del izšel leta 1913 v Pesmih (Gedichte), ostale pa šele po njegovi smrti.
Med najbolj znane med njegovimi pesmimi sodi Grodek, prvi jo je v slovenščino prevedel Kajetan Kovič.

## Delo
- Gedichte (Pesmi), Leipzig (K. Wolff), 1913
- Sebastian im Traum (Sebastijan v sanjah) , Leipzig (K. Wolff), 1915 (postumno)
- Der Herbst des Einsamen (Jesen osamljenega), 1920 (posthumno)
- Dichtungen und Briefe (pesmi in pisma), zgodovinsko-kritična izdaja, 2 zvezka, Salzburg (Otto Müller), 1969, 2. izdaja 1987
- Sämtliche Werke und Briefwechsel. Innsbrucker Ausgabe, zgodovinsko-kritična izdaja s faksimili Traklove izvirne pisave, 6 zvezkov in 2 dodatni mapi (ponatisi prvih izdaj iz leta 1913 in 1915), Basel/Frankfurt (Stroemfeld / Roter Stern), 1995
- Das dichterische Werk (pesniško delo), München (dtv), 1972
- Werke, Entwürfe, Briefe, Stuttgart (Reclam), 1984, bibliografsko razširjena izdaja 1995